# Aldo Bini
Pour les articles homonymes, voir Bini.
Aldo Bini (né le 30 juillet 1915 à Montemurlo, dans la province de Prato en Toscane et mort le 16 juin 1993 à Prato) est un coureur cycliste italien. Professionnel entre septembre 1934 et 1955, il a notamment remporté le Tour de Lombardie à deux reprises.

## Palmarès

### Palmarès amateur
- 1933
  - Coppa Cicogna
  - Tour d'Ombrie
  - Gran Premio Montanino
- 1934
  - Coppa del Re
  - Coppa Porretta

### Palmarès professionnel
- 1935
  - Tour du Piémont
  - Tour d'Émilie
  - Tour des Quatre Provinces
  - 2e du Tour de Lombardie
  - 2e de la Coppa Bernocchi
  - 2e du Tour de la province de Milan (avec Vasco Bergamaschi)
  - 2e du championnat d'Italie sur route
  - 3e du Giro delle Due Province Messina
  - 3e de Milan-Turin
  - 4e du championnat du monde sur route
  - 6e de Milan-San Remo
- 1936
  - 1re étape du Tour d'Italie
  - Tour du Piémont
  - Milan-Modène
  -  Médaillé d'argent du championnat du monde sur route
  - 4e du Tour de Lombardie
- 1937
  - 13e, 14e et 19eb étapes du Tour d'Italie
  - Tour de la province de Milan (avec Maurice Archambaud)
  - Milan-Modène
  - Tour de Lombardie
  - Prix Hourlier-Comès (avec Rafaele Di Paco)
- 1938
  - Milan-Modène
  - 3e du Tour du Piémont
  - 3e du Circuit de Paris
  - 6e de Milan-San Remo
- 1939
  - 2e de Milan-Mantoue
  - 2e de Milan-San Remo
- 1940
  - Coppa Bernocchi
  - 2e du Tour du Piémont
  - 3e de Milan-San Remo
- 1941
  - Tour du Piémont
  - 2e du Tour du Latium
  - 2e du championnat d'Italie sur route (Tour du Latium)
  - 3e du Tour de Lombardie
- 1942
  - Tour de Lombardie
  - 2e du Tour d'Émilie
- 1945
  - 2e du Tour de Lombardie
- 1946
  - 5eb étape du Tour d'Italie
- 1949
  - 2e de Milan-Turin
- 1952
  - Milan-Turin

## Résultats sur les grands tours

### Tour de France
1 participation :
- 1938 : 48e

### Tour d'Italie
11 participations :
- 1935 : abandon (6e étape)
- 1936 : abandon (10e étape), vainqueur de la 1re étape,  maillot rose pendant 4 jours
- 1937 : 23e, vainqueur des 13e, 14e et 19eb étapes
- 1940 : abandon (10e étape)
- 1946 : 23e, vainqueur de la 5eb étape
- 1947 : abandon
- 1948 : 41e et maillot noir
- 1950 : abandon
- 1951 : abandon
- 1953 : 70e
- 1954 : abandon